# Кршиштян из Прахатиц
Кршиштян (Кристиан) из Прахатиц (чеш. Křišťan z Prachatic лат. Cristannus de Prachaticz; до 1370, Прахатице, Богемия — 5 сентября 1439, Прага) — средневековый чешский астроном, математик, врач и теолог, алхимик, педагог, ректор Карлова университета, католический священник. Друг и учитель Яна Гуса.

## Биография
С 1386 обучался в Карловом университете в Праге. В 1388 получил степень бакалавра, в 1390 — магистр наук. В Пражском университете работал до своей смерти, неоднократно избирался деканом факультета искусств и четыре раза был ректором университета.
С 1406 — священник церкви Св. Михаила в пражском Старом городе. Был учителем и другом Яна Гуса, поддерживал реформистские идеи ученика, после его смерти, сторонник умеренного гуситского движения.
По приказу Михаила де Каусиса, прокурора курии, гонителя Гуса, был арестован, но благодаря ходатайству императора Священной Римской империи Сигизмунда — освобождён.
Умер во время эпидемии чумы в 1439 году.

## Научные труды
Автор около 56 книг о медицине и травам, астрономии и теологии на латинском и немецком языках. Внёс большой вклад в области астрономии. Оставил целый ряд документов и записей.
Важнейшие работы Кршиштяна — два астрономических труда по астролябии, «De composicio astrolabii» и «De utilitate (usu) astrolabii», которые получили признание во всем мире. Стал популярным в Богемии своими трудами по медицине, считался экспертом по лечению чумы и траволечению. Опубликовал на латинском трактат о кровопускании.

## Избранные труды
- Algorismus prosaycus (прозаический алгоризм, о перевод римских чисел на арабские, ок. 1400)
- Computus chirometralis (cyrometricalis) (Хронологический инструмент для подсчета на пальцах рук)
- De composicio astrolabii (об устройстве астролябии)
- De utilitate (usu) astrolabii (о применении и пользовании астролябией)
- De sanguinis minucione o pouštění žilou
- Lékařské knížky (врачебные советы)
- Herbularium — (травник)
- Regula ad fixanda festa mobilia
- Antidotar